# Digitale portemonnee
Een digitale portemonnee, ook wel "e-wallet" genoemd, is een elektronisch apparaat, online dienst of softwareprogramma waarmee een partij elektronische transacties kan uitvoeren met een andere partij die digitale valuta ruilt voor fysieke goederen en diensten.

## Beschrijving
Met een digitale portemonnee kan de gebruiker goederen of diensten aanschaffen in een fysieke of online winkel via een computer of een smartphone. Op ieder gewenst moment kan men de digitale portemonnee opwaarderen, of de bankrekening van een persoon aan de digitale portemonnee koppelen. Gebruikers kunnen ook hun rijbewijs, zorgpas, klantenkaart en andere documenten in de digitale portemonnee opslaan.
Tijdens het doen van een betaling in een fysieke winkel, worden de kaartgegevens draadloos doorgegeven aan de kassa van een winkelier via near-field communication (NFC). Er worden steeds meer digitale portemonnees ontwikkeld en gebruikt, niet alleen voor eenvoudige financiële transacties, maar ook bijvoorbeeld om de inloggegevens van de houder te controleren. Een digitale portemonnee kan bijvoorbeeld de leeftijd van de koper in de winkel verifiëren tijdens het kopen van alcohol.
Het systeem werd al snel populair in Japan, waar digitale portemonnees bekend staan als "mobiele portemonnees" vanwege het gebruik van smartphones. Een populair mobiel betaalplatform in dat land is Line Pay, waarmee geld naar bekenden kan worden gestuurd, en waarmee in winkels kan worden betaald.
In de Europese Unie zijn de exploitanten van dergelijke platforms gereguleerd als instellingen voor elektronisch geld.

## Voorbeelden
- Apple Pay
- Amazon Pay
- Google Pay
- Samsung Pay
- Wero